# Св. св. Константин и Елена (Палео Скилици)
„Св. св. Константин и Елена“ (на гръцки: Ιερός Ναός Αγίων Κωνσταντίνου και Ελένης) е църква в Република Гърция, в берското село Палео Скилици (Скилици). Църквата е под управлението на Берската, Негушка и Камбанийска епархия.

## Местоположение
Църквата е централният енорийски храм на Палео Скилици и е разположен в центъра на селото.

## История
„Св. св. Константин и Елена“ е новата църква на селото, а „Свети Николай“ е старата, гробищна. В архитектурно отношение е трикорабна базилика с нартекс на запад и три полукръгли конхи на изток. Максималната дължина на храма е 26 m, а ширината - 14 m. Средният кораб е по-висок и по-широк - достига 8 m. Голяма част от вътрешността е изписана.